# Vine City (métro d'Atlanta)
Vine City est une station de métro à Atlanta, en Géorgie, dans le Sud-Est des États-Unis. Située entre Ashby et GWCC/CNN Center sur les lignes bleue et verte du métro d'Atlanta (MARTA), elle a ouvert le 22 décembre 1979.

## Histoire
La station de Vine City ouvre le 22 décembre 1979. A ce moment, elle fait partie d'une seule ligne, la East-West Line. En 2006, à la suite d'une modification du réseau, la station dessert deux lignes, la East-West Line et la Proctor Creek Line. En 2009, le métro d'Atlanta introduit un système de code couleur pour renommer les lignes. La East-West Line devient la Ligne bleue et la Proctor Creek Line devient la Ligne verte.

## Services aux voyageurs

### Desserte
La station dessert le quartier de English Avenue and Vine City (en). Plusieurs lieux notables se situent aussi à proximité, tels que le Mercedes-Benz Stadium, le Collège Morehouse ou le Black Music & Entertainment Walk of Fame (en).

### Intermodalité
La station est desservie par la ligne de bus 94 Northside Drive, gérée par MARTA, la même compagnie qui opère sur le réseau de métro d'Atlanta.